# Eerste klasse 1957-58 (basketbal België)
Het seizoen 1957-1958 was de 11e editie van de hoogste basketbalcompetitie. Royal IV hernieuwde haar titel, nieuwkomers kwamen beide uit de Antwerpse regio met Zaziko en Rubo Niel. Met Hellas BBC degradeerde een van de pioniers uit de hoogste afdeling. Zaziko met sterspeler Willy Steveniers maakt als nieuwkomer indruk met een derde plaats.
|  |    |                            | P  | W  | V  | D | Ptn |
|  | -- | -------------------------- | -- | -- | -- | - | --- |
|  | 1  | Royal IV                   | 22 | 20 | 2  | 0 | 40  |
|  | 2  | Antwerpse BBC              | 22 | 14 | 6  | 2 | 30  |
|  | 3  | Zaziko                     | 22 | 14 | 7  | 1 | 29  |
|  | 4  | Fresh Air                  | 22 | 11 | 9  | 2 | 24  |
|  | 5  | Amicale Sportive Bruxelles | 22 | 11 | 10 | 1 | 23  |
|  | 6  | Racing CB                  | 22 | 10 | 9  | 3 | 23  |
|  | 7  | Rubo Niel                  | 22 | 11 | 11 | 0 | 22  |
|  | 8  | Union SG                   | 22 | 8  | 11 | 3 | 19  |
|  | 9  | Semailles BC               | 22 | 9  | 13 | 0 | 18  |
|  | 10 | Pinguins BBC               | 22 | 8  | 12 | 2 | 18  |
|  | 11 | BBC Hellas                 | 22 | 6  | 16 | 0 | 12  |
|  | 12 | Bavi Vilvoorde             | 22 | 3  | 19 | 0 | 6   |

1928 · 1929 · 1930 · 1931 · 1932 · 1933 · 1934 · 1935 · 1936 · 1937 · 1938 · 1939 · 1940 · 1941 · 1942 · 1943 · 1944 · 1945 · 1946 · 1947 · 1948 · 1949 · 1950 · 1951 · 1952 · 1953 · 1954 · 1955 · 1956 · 1957 · 1958 · 1959 · 1960 · 1961 · 1962 · 1963 · 1964 · 1965 · 1966 · 1967 · 1968 · 1969 · 1970 · 1971 · 1972 · 1973 · 1974 · 1975 · 1976 · 1977 · 1978 · 1979 · 1980 · 1981 · 1982 · 1983 · 1984 · 1985 · 1986 · 1987 · 1988 · 1989 · 1990 · 1991 · 1992 · 1993 · 1994 · 1995 · 1996 · 1997 · 1998 · 1999 · 2000 · 2001 · 2002 · 2003 · 2004 · 2005 · 2006 · 2007 · 2008 · 2009 · 2010 · 2011 · 2012 · 2013 · 2014 · 2015 · 2016 · 2017 · 2018 · 2019 · 2020 · 2021